# Julio Valdelomar
Julio Valdelomar y Fábregues (Córdoba, siglo XIX-Málaga, 1893) fue un poeta y periodista español.

## Biografía
Nacido en Córdoba, sus escritos aparecieron en publicaciones periódicas como Revista de España, La Ilustración Española y Americana, La Ilustración Nacional, España y América, Blanco y Negro y Ateneo de Málaga. Falleció en junio de 1893 en Málaga, antes de cumplir la treintena o en torno a los cuarenta años de edad, según la fuente. Publicó a lo largo de su vida títulos como publicó Luz meridional, de poesía (Córdoba, 1889). Tiene una calle dedicada en su ciudad natal.